# Parque natural de la Albufera de Mallorca
El Parque Natural de la Albufera de Mallorca (en mallorquín Parc Natural de S'Albufera de Mallorca) es un espacio natural protegido español situado en la isla de Mallorca, comunidad autónoma de las Islas Baleares. Se trata de la zona húmeda más extensa y de mayor importancia de las Islas Baleares, una antigua laguna separada del mar por un cordón de dunas, que durante muchos siglos, sobre todo en los dos últimos y por influencia humana, se ha colmado de sedimentos hasta convertirse en una extensa llanura inundable. El parque natural de la Albufera de Mallorca da protección a 1687 especies y 65 hectáreas de marismas y de dunas.